# ヤマハ・S-YXGシリーズ
S-YXGシリーズとはヤマハが販売していたソフトウェアシンセサイザー製品である。

## 概要
同社のXG音源であるMUシリーズのソフトウェア版としてリリースされた製品である。

## シリーズのモデル

### S-YXG50
MU50相当とされているが製品やバージョンによって仕様が異なり、波形は2MBと4MBがある。
またWindows 98とWindows XP版には体験版が配布されており、その体験版の制限を解除する「キープログラム」というものが発売されていた。

### MidRadio Player v6.0版
MidRadio Player v6.0に内蔵されている音源。現在S-YXG50と呼ばれているものの多くがこれを指している。有志による非公式パッチを当てる事によりVSTi音源として使用することが可能である。

#### 仕様
- 音源方式：AWM2
- 波形容量：2MB
- 対応フォーマット：XG Lite
- パート数：16
- 最大同時発音数：32
- エフェクト：2系統(リバーブ、コーラス)

### WDM版
VxD版をWDM用に移植したもの。Windows 2000およびXP上でドライバとして動作する。ドライバの性質上Vista以降では正常に動作しない。

#### 仕様
- 音源方式：AWM2
- 波形容量：2MB or 4MB
- 対応フォーマット：XG
- パート数：16
- 最大同時発音数：128（デフォルトでは32、レジストリから変更可能）
- エフェクト：3系統（リバーブ、コーラス、バリエーション）

### VSTi版
VSTiで動作するもの。SOL2等に付属していた。

#### 仕様
- 音源方式：AWM2
- 波形容量：4MB
- 対応フォーマット：XG
- パート数：16
- 最大同時発音数：128（デフォルトでは32、SETUPから変更可能）
- エフェクト：3系統（リバーブ、コーラス、バリエーション）

### VxD版
Windows 9x系で動作するもの。1997年5月15日にWindows 95向けに発売された。MMX拡張命令をサポートすることにより、XGフォーマットの規定を満たした。

#### 仕様
- 最大同時発音数：128
- 音色数：676

### S-YXG20
XG Liteの原型になったと言われている音源。

#### 仕様
- 音源方式：AWM
- 対応フォーマット：XG（XG Lite相当）
- 最大同時発音数：16
- エフェクト：リバーブ

### S-YXG70
一部のゲーム等に付属していた音源。S-YXG50とS-YXG20が一体となっており、PCの性能に応じて切り替えることができる。

### S-YXG100/Plus/PVL
シリーズ最上位とされている音源。SG音源を追加したもので、PlusではVL音源が追加され、PVLではVL音源の最大同時発音数が8となっている。

#### 仕様
- 音源方式：AWM2
- 波形容量：2MB
- 対応フォーマット：XG
- パート数：16
- 最大同時発音数：128
- エフェクト：3系統（リバーブ、コーラス、バリエーション）

### S-YXG2006LE
MidRadio Player v7.0以降に内蔵されている音源。波形や設計を一新しているため、v6.0とは音色やフィルタのニュアンスが違う。初期のバージョンではGS互換モードが搭載されていなかった。有志による非公式パッチを当てる事により、VSTi音源として使用することが可能である。

#### 仕様
- 音源方式：AWM2
- 波形容量：11MB
- 対応フォーマット：XG Lite
- パート数：16
- 最大同時発音数：32
- エフェクト：2系統（リバーブ、コーラス）